# Claude Lombard
Cet article concerne la chanteuse belge. Pour l'homme politique français, voir Claude Lombard (homme politique).
Pour les articles homonymes, voir Lombard.
Claude Lombard est une auteure-compositrice-interprète et directrice artistique de doublage belge, née le 25 février 1945 à Etterbeek et morte le 20 septembre 2021 à Boulogne-Billancourt (Hauts-de-Seine).
Elle est principalement connue en France pour avoir interprété de nombreux génériques de séries d'animation dont la plupart ont été diffusées sur La Cinq et est également connue pour avoir été la choriste de Charles Aznavour pendant plus de trente ans.

## Biographie

### Enfance et formation
Fille de la chanteuse de cabaret et compositrice Claude Alix (1918-1993), et du jazzman Ernest Craps dit David Bee (1903-1992), Claude Deruyck naît à Etterbeek en 1945 et baigne très jeune dans le monde de la musique. Ses parents écrivent notamment la chanson Le Plus Beau Jour de ma vie qui représente la Belgique au premier concours Eurovision de la chanson en 1956. Elle étudie le piano, la guitare, l’harmonie et le contrepoint et se met elle-même à composer. Son baccalauréat en poche, elle s'inscrit à l'Institut national supérieur des arts du spectacle de Bruxelles dont elle sort diplômée.

### Débuts professionnels
Ayant choisi comme nom de scène Claude Lombard (qui lui vient de la rue bruxelloise où elle habitait, après avoir passé son enfance rue Saint-Jean[réf. nécessaire]), elle sort son premier single, L'Amour de toi, en 1965.
Elle épouse le chanteur et parolier belge Freddy Zegler, avec lequel elle écrit et enregistre plusieurs duos : Profond, Les Vieux, Chatelains, À leurs vingt ans (1967) et Le Petits Couteaux (1968).
En 1968, elle est choisie pour représenter la Belgique au 13e concours Eurovision de la chanson. Elle y interprète Quand tu reviendras, qui termine 7e sur 17 participants et qu'elle enregistrera dans la foulée en allemand, espagnol et néerlandais. Elle compose la même année la musique des adaptations musicales de L'Écume des jours de Boris Vian et Les Malheurs de Sophie de la comtesse de Ségur sur des textes et une mise en scène d'André Ernotte au théâtre 140 (Bruxelles).
Repérée par le producteur français Jacques Canetti, son premier album solo, Chante (textes de Freddy Zegler, musique de Claude Lombard), sort en 1969. Elle présente également une émission de télévision bi-hebdomadaire pour la jeunesse pour laquelle elle écrit et interprète des chansons, tout en prêtant sa voix à l'orchestre de jazz de la BRT et en participant à des concerts de musique contemporaine avec le groupe Musiques nouvelles. Elle interprète notamment Laborintus II de Luciano Berio à La Monnaie de Bruxelles en 1968 et le compositeur Philippe Boesmans écrit pour elle Upon La-Mi, œuvre pour soprano, cor et ensemble créée en 1971 au palais des Beaux-Arts de Bruxelles avec la Société philharmonique (prix Italia 1971).

### Paris
À la mort de son mari à la fin des années 1970, elle s'installe à Paris où elle écrit la musique de la comédie musicale d'André Ernotte et Elliot Tiber Attention fragile, créée en 1979 par Anny Duperey et Bernard Giraudeau au théâtre Saint-Georges, puis enregistre son propre album, pour lequel elle écrit paroles et musiques, produit par Jacques Bedos.
Elle devient en 1983 la choriste attitrée de Charles Aznavour avec qui elle tourne dans le monde entier jusqu’à la mort du chanteur survenue le 1er octobre 2018, interprétant notamment en duo la chanson Mon émouvant amour. Le producteur Lucien Adès la remarque et lui fait enregistrer quelques disques pour enfants, parmi lesquels les Chansons devinettes des Visiteurs du mercredi. Elle participe au doublage de la série Fraggle Rock, puis devient la voix chantée de Piggy dans la série Les Muppet Babies, dont elle interprète le générique aux côtés de Jean-Claude Corbel, avec lequel elle travaille régulièrement par la suite. On lui doit aussi l'interprétation des génériques des séries Winnie l'ourson, diffusée dans Le Disney Channel sur FR3 à partir de 1985, Les Snorky, diffusée sur TF1 dès 1986, et surtout d'un très grand nombre de dessins animés diffusés sur La Cinq. Entre 1986 et 1992, elle sort ainsi une cinquantaine de 45 tours, dont Embrasse-moi Lucile, Flo et les Robinson suisses, Max et Compagnie, etc. Elle participe aussi à la bande originale d'autres séries, comme Creamy, merveilleuse Creamy, dans laquelle elle prête sa voix chantée à l'héroïne. Tous ces titres sont généralement adaptés de l'italien par Charles Level et enregistrés dans la foulée.

### Direction artistique
Au début des années 1990, elle commence à diriger les parties musicales de plusieurs films : La Belle et la Bête (1er doublage), Cendrillon (doublage de 1992), Tom et Jerry, le film, Le Prince d'Égypte, etc. À la même période, elle enregistre six albums avec Les Chatons, le chœur d'enfants qu'elle dirige.
Également dans les années 1990, elle rejoint le Pat Benesta Orchestra, spécialisé dans les reprises, et enregistre alors de nombreux covers de génériques et de hits TV pour enfants, comprenant des chansons de Dorothée, Chantal Goya, Ariane Carletti et Hélène Rollès. Elle réenregistre aussi certains de ses propres titres comme Embrasse-moi Lucile, Flo et les Robinson suisses ou encore Malicieuse Kiki.
Parallèlement, elle poursuit une carrière dans le doublage en tant qu'interprète et adaptatrice. Elle prête notamment sa voix à Tara dans l'épisode musical de Buffy contre les vampires en 2003. Elle s'occupe depuis principalement de l'adaptation française des chansons de films et de séries d'animation, ainsi que de leur direction musicale, parmi lesquels Dora l'exploratrice, tous les Winnie l'ourson (à partir des années 1990), la série du Petit Dinosaure, Charlie et la Chocolaterie, Scrubs, Tibère et la Maison bleue, Manny et ses outils, Bubulle Guppies, Les Héros d'Higglyville, Bienvenue à Lazy Town, La Véritable Histoire du Petit Chaperon rouge, Le Drôle de Noël de Scrooge, Les Razmoket, Raiponce, Rebelle, La Reine des neiges, Vaiana : La Légende du bout du monde, La Belle et la Bête (version 2017), etc.

### Dernières années
Le 30 septembre 2017, à la Cigale de Paris, elle donne un concert dédié aux génériques qu'elle a interprétés dans sa carrière pour La Cinq.
En mars 2018, elle crée à Tahiti le conte musical Le Voyage de Tamatoa et Mélodie, co-écrit avec Samuel Cohen.
Le 6 juillet 2019, elle donne un showcase à la Japan Expo, durant lequel elle reprend les standards de ses génériques télévisés.
Le 15 septembre 2021, elle se produit sur la scène de la péniche Antipode, dans le 19e arrondissement de Paris, où elle interprète pour la première fois sur scène depuis leur création ses propres chansons. C'est sa dernière apparition publique.

### Mort et hommages
Claude Lombard meurt le 20 septembre 2021 à l'âge de 76 ans à Boulogne-Billancourt. Les circonstances de son décès n'ont pas été rendues publiques.
Le 19 novembre 2021, un hommage lui est rendu par les studios Disney lors de l'avant-première au Grand Rex d'Encanto : La Fantastique Famille Madrigal, dernière production Disney dont elle a assuré la direction musicale, ainsi que par la profession le lendemain à l'occasion des Victoires de la musique. Les studios de doublage Dubbing Brothers, où elle a enregistré toutes les productions Disney, ont également nommé un de leurs studios à son nom.

## Doublage

### En tant qu'interprète

#### Cinéma
- Harry Potter et la Coupe de feu : Sirènes
- La Mouette et le Chat : Chansons : M'envoler et Je vole
- Le Cygne et la Princesse et Le Cygne et la Princesse 3 : la reine Uberta (Chant)
- La Véritable Histoire du Petit Chaperon rouge : Chanson des « Schnitzel »
- Le Grinch
- Joseph, le roi des rêves
- Le Gâteau magique

#### Télévision
- Les Muppet Babies :  Piggy (chant)
- Creamy, merveilleuse Creamy : Yu Morisawa / Creamy (chant) et Chantal (chant)
- Cynthia ou le Rythme de la vie : Chanson
- Hammerman : les choristes jumelles (chant)
- Buffy contre les vampires : Tara (Amber Benson, chant)
- Nadja : narratrice et Anna Petrova
- Pichi Pichi Pitch : La Mélodie des sirènes : Sara Hikari (chant) et Lady Bat (chant)
- Sonic le Rebelle : Sonia (chant) / la reine Éléanore
- Futurama : Turanga Leela (chant) / Amy Wong (chant) (saison 4, épisode 18)

#### Jeux vidéo
- 1998 : Le Club des Trouvetout : Les Secrets de la pyramide (en) : Une souris adjointe
- 2001 : Lapin Malin : Maternelle 2 : Chansons du joyeux jamboree et du défilé et voix additionnelles

### En tant que directrice musicale
(liste non exhaustive)

#### Cinéma
- 1992 : La Belle et la Bête (1er doublage)
- 1992 : Cendrillon (2d doublage)
- 1994 : The Mask
- 1994 : Tom et Jerry, le film
- 1994 : Astérix et les Indiens
- 1998 : Le Prince d'Égypte
- 1998 : Barney : La grande aventure
- 1999 : Le Cygne et la Princesse 3 : Le Trésor enchanté
- 1999 : La Mouette et le Chat
- 2005 : Charlie et la Chocolaterie
- 2005 : Les Noces funèbres
- 2006 : La Véritable Histoire du Petit Chaperon rouge
- 2006 : Georges le petit curieux
- 2009 : Le Drôle de Noël de Scrooge
- 2010 : Raiponce
- 2011 : Les Aventures de Winnie l'ourson (3e doublage)
- 2012 : Rebelle
- 2012 : Frankenweenie
- 2013 : La Reine des neiges
- 2013 : Planes
- 2013 : Monstres Academy
- 2014 : Le Conte de la princesse Kaguya
- 2015 : Si tu tends l'oreille
- 2016 : Vaiana : La Légende du bout du monde
- 2017 : La Belle et la Bête
- 2017 : Pire Soirée
- 2018 : Pierre Lapin
- 2019 : La Reine des neiges 2
- 2021 : Encanto : La Fantastique Famille Madrigal (avec Magali Bonfils)

#### Télévision
- 1989-1991 : Babar
- 1992-2004 : Les Razmoket
- 1998-2000 : Timon et Pumbaa
- 1998-2021 : South Park
- 2001-2019 : Dora l'exploratrice
- 2002-2006 : Tibère et la Maison bleue
- 2002-2010 : Scrubs
- 2004-2005 : Nadja
- 2005 : Le Royaume des couleurs
- 2005 : Quoi d'neuf Scooby-Doo ?
- 2005-2014 : Bienvenue à Lazy Town
- 2005-2008 : Batman
- 2006-2010 : Charlotte aux fraises
- 2006-2010 : Wow! Wow! Wubbzy!
- 2006-2011 : Go Diego !
- 2007 : Le Petit Dinosaure
- 2007-2011 : Ni Hao, Kai-Lan
- 2007-2013 : Manny et ses outils
- 2009 : Agent Spécial Oso
- 2009-2011 : Batman : L'Alliance des héros
- 2010 : Les Octonauts
- 2011-2015 : Rastasouris
- 2011-2015 : Umizoomi
- 2011-2016 : Jake et les Pirates du Pays imaginaire
- 2011-2019 : Bubulle Guppies
- 2013-2016 : Pierre Lapin
- 2014-2017 : Dora and Friends : Au cœur de la ville
- 2016-2019 : La Garde du Roi lion
- 2020-2021 : Le Monde Merveilleux de Mickey
- 2020-2021 : Madagascar : La Savane en délire (en) (avec Magali Bonfils)

#### Jeu vidéo
- 1998 : Le Club des Trouvetout : La Cité perdue (en)

## Discographie

### Singles
- 1965 : L'Amour de toi / Tout fou, tout doux - Decca 23.648
- 1966 : Bains de mousse / Tendresse de chevet / Aux quatre coins / Jupon vole - Polydor 27.777
- 1968 : Quand tu reviendras / Le temps, ça s'invente - CBS 3369
- 1968 : Quand tu reviendras / Les Petits Couteaux en duo avec Freddy Zegers - Palette Gémini PB 25.753
- 1968 : Se que volveras (Quand tu reviendras) / Yo no (Pas moi) avec Freddy Zegers - Belter 07-438 (en espagnol)
- 1968 : Madame Eliott / Les Marronniers - Palette PB 25.876
- 1968 : Bonjour soleil - Palette PB S- 25.807
- 1969 : Petit Frère / La Coupe - Canetti 266.878
- 1970 : Le Robot / Petit Frère - Palette PB 27.072
- 1978 : Six ans aujourd'hui / Près de moi - Barclay 62.569

### Chansons de génériques

#### Pour la Cinq
- 1987 : Charlotte (paroles françaises de Charles Level, musique de Carmelo Carucci) - Adès 11.136
- 1987 : Laura ou la Passion du théâtre (paroles françaises de Charles Level, musique de Giordano Bruno Martelli) - Adès 11.159
- 1987 : Le Monde enchanté de Lalabel (paroles françaises de Charles Level, musique de Carmelo Carucci) - Adès 11.140
- 1987 : Pollyanna (paroles françaises de Charles Level, musique de Carmelo Carucci) - Adès 11.156
- 1987 : Susy aux fleurs magiques (paroles françaises de Charles Level, musique de Giordano Bruno Martelli) - Adès 11.158
- 1988 : Les Aventures de Claire et Tipoune (paroles françaises de Charles Level, musique de Carmelo Carucci) - Adès 11.161
- 1988 : Cynthia ou le Rythme de la vie (paroles françaises de Charles Level, musique de Carmelo Carucci) - Adès 11.155
- 1988 : Embrasse-moi Lucile (paroles françaises de Charles Level, musique de Giordano Bruno Martelli) - Adès 11.142
- 1988 : Flo et les Robinson suisses (paroles françaises de Charles Level, musique de Carmelo Carucci) - Adès 11.143
- 1988 : L'Histoire du père Noël (paroles françaises de Charles Level, musique de Carmelo Carucci)
- 1988 : Karine : L'Aventure du Nouveau Monde (paroles françaises de Charles Level, musique de Vincenzo Draghi) - Adès 11.157
- 1988 : Lydie et la Clé magique (Le Tour du monde de Lydie) (paroles françaises de Charles Level, musique de G.B. Martelli)  - Adès 11.144
- 1988 : Sandy Jonquille (paroles françaises de Charles Level, musique de Carmelo Carucci) - Adès 11.149
- 1988 : Vas-y Julie ! (paroles françaises de Charles Level, musique de Carmelo Carucci) - Adès 11.154
- 1989 : Angie, détective en herbe (paroles françaises de Charles Level, musique de Vincenzo Draghi) - Adès 11.179
- 1989 : Les Aventures de Teddy Ruxpin (paroles françaises de Charles Level, musique de Carmelo Carucci) - Adès 11.167
- 1989 : But pour Rudy (paroles françaises de Charles Level, musique de Vincenzo Draghi) - Adès 11.166
- 1989 : Gwendoline (paroles françaises de Charles Level, musique de Carmelo Carucci) - Adès 11.180
- 1989 : Malicieuse Kiki (paroles françaises de Charles Level, musique de Carmelo Carucci) - Adès 11.170
- 1989 : Max et Compagnie (paroles françaises de Charles Level, musique de Carmelo Carucci) - Adès 11.178
- 1989 : La Petite Olympe et les Dieux (paroles françaises de Charles Level, musique de Vincenzo Draghi) - Adès 11.069
- 1989 : Le Petit Lord (paroles françaises de Charles Level, musique de Carmelo Carucci) - Adès 11.187
- 1989 : Les Quatre Filles du docteur March (paroles françaises de Charles Level, musique de Carmelo Carucci) - Adès 11.164
- 1989 : Supernana (paroles françaises de Charles Level, musique de Carmelo Carucci) - Adès 11.171
- 1989 : Théo ou la Batte de la victoire (paroles françaises de Charles Level, musique de Massimiliano Pani) - Adès 11.177
- 1989 : La Tulipe noire (paroles françaises de Charles Level, musique de Carmelo Carucci) - Adès 11.173
- 1990 : Lutinette et Lutinou (paroles françaises de Charles Level, musique de Vincenzo Draghi) avec Jean-Claude Corbel - Adès 11.188
- 1990 : Raconte-moi une histoire (paroles françaises de Charles Level, musique de Carmelo Carucci)[12]
- 1990 : Le Retour de Léo (paroles françaises de Charles Level, musique de Carmelo Carucci) - Adès 11.191
- 1990 : Une vie nouvelle (paroles françaises de Charles Level, musique de Massimiliano Pani) - Adès 11.189
- 1991 : Nathalie et ses amis[n 2],[12] (paroles françaises de Charles Level, musique de Carmelo Carucci)
- 1991 : La Reine du fond des temps (paroles françaises de Charles Level, musique de Vincenzo Draghi)[12]

#### Autres chaînes
- 1985 :  Les Aventures de Winnie l'ourson[13] (paroles françaises de Charles Level, musique de Richard M. Sherman et Robert B. Sherman) - Disneyland Records / Adès VS-654F
- 1985 : Blondine au pays de l'arc-en-ciel[14] (paroles et musique de Alain Garcia, Haïm Saban et Shuki Levy) -  Adès 11.111
- 1985 :  Le Disney Channel : Bon week-end Mickey[15] - Disneyland Records / Adès VS-655F
- 1985 :  Loeki le petit lion [16]
- 1986 : Le Croc'notes Show[17] (paroles de Gilles Gay, musique de Jacques Loussier) avec Jean-Claude Corbel - Adès 11.132
- 1986 :  Les Muppet Babies[n 3]
- 1986 :  Les Snorky[18] (paroles françaises de Michel Jourdan, musique de Jay Ferne) - Adès 11.116
- 1991 : Les Fruittis (paroles françaises de Claude Lombard, musique de Josep Roig) - Adès 11.193
- 1991 : Tommy et Magalie (Salut les filles) (paroles françaises de Charles Level, musique de Massimiliano Pani)[12]
- 1992 : Graine de champion[12]
- 1992 : Prostars[12]
- 1994 : Cascadogs[12]
- 1994 : Les Contes les plus célèbres[12]
- 1994 : La Légende de Blanche-Neige[12] (chœurs)
- 1995 : Les Enfants du capitaine Trapp[12]
- 1999 : 64, rue du Zoo[n 3]
- 2000 : Erika[12]
- 2003 : Simsala Grimm[n 3]
- 2005 : Tracteur Tom[n 3]

#### Avec lePat Benesta Orchestra
- Creamy, merveilleuse Creamy
- Vanessa et la Magie des rêves
- Embrasse-moi Lucile
- Flo et les Robinson suisses
- Les Aventures de Teddy Ruxpin
- Suzy aux fleurs magiques
- Les Quatre Filles du docteur March
- Le Retour de Léo
- Malicieuse Kiki
- Une vie nouvelle
- Dragon Ball
- Pour l'amour d'un garçon
- Peut-être qu'en septembre
- Amour secret
- Princesse Sarah
- Fantômes
- Dan et Danny
- But pour Rudy
- Tremblement de terre
- Makko
- Nicolas et Marjolaine
- Un jour, les enfants
- Le Petit Lord
- Ferdy
- Oliver
- Chariot d'étoiles
- Bisous, bisous, gentils Bisounours
- Mon petit poney
- Attention danger
- La Machine avalé
- Georgie
- La Chanson de Lamu
- Gwendoline
- Mimi Cracra
- Avant l'école
- Les Petits Schtroumpfs
- Supernana

### Albums

#### Avec les Sisters of Charm
- 1973 : Trois filles en stéréo - MFP 2M046-13107

#### Albums solos
- 1969 : Claude Lombard - Canetti 48.844
Contient Petit Frère, Polychromés, Les Enfants perles, Midi, Mais, La Coupe, Sleep Well, L'Usine, Les Vieux Comptoirs, Les Musiciens, L'Arbre et l'Oiseau, La Camarade.
- 1978 : Claude Lombard -  Barclay 90.182 ; rééd. 2015
Contient New-York dimanche matin, Six ans aujourd'hui, Rendez-vous, Le temps passe, L'Invitée, Près de moi, Je reviens, À petit feu, Avec toi, La vie a changé de couleur.

#### Bandes originales
- 1988 : Embrasse-moi Lucile: Toutes les chansons originales de l'émission télévisée
- 1988 : Creamy, merveilleuse Creamy : Toutes les chansons originales

#### Compilations
- 1988 : Feuilletons de la Cinq[19]
- 1988 : 18 chansons originales de la Cinq
- 1993 : Le Top du Père Noël
- 2001 : Masters génériques TV : Les Années 90 - Loga-Rythme LR-010[12]
Comprend Les Enfants du capitaine Trapp, Cascadogs, Nathalie et ses amis, Raconte-moi une histoire, Graine de champion, Prostars, La Reine du fond des temps, Tommy et Magalie (Salut les filles), Erika.
- 2019 : Claude Lombard chante les génériques de dessins animés - La Fée Sauvage (réenregistrements)